# 陽のあたる場所 (小比類巻かほるの曲)
陽のあたる場所は1996年5月27日に発売された小比類巻かほる29枚目のシングル。本作よりJust as... I don't wanna fall in love againまではテイチクからの発売となる。

## タイアップ
- 日本テレビ『クイズ世界はSHOW by ショーバイ!!』テーマ曲（ちなみに同番組ラストのエンディングテーマ曲）。カップリング「VICTORY」はNHK総合「サタデースポーツ」「サンデースポーツ」エンディング・テーマ。

## 収録曲
作詞：小比類巻かほる　編曲：月光恵亮・鷹羽仁
1. 陽のあたる場所
作曲：小比類巻かほる
2. VICTORY
作曲：影家淳
3. 陽のあたる場所(オリジナル・カラオケ)
4. VICTORY(オリジナル･カラオケ)